# Gustaf Mattsson (idrottsman)
Gustaf Mattsson, född 8 september 1893, död 15 januari 1977, var en svensk idrottsman (långdistanslöpare). 
Han tävlade för Fredrikshofs IF. Åren 1920, 1924 och 1925 vann Gustaf Mattsson SM-guld på 20 000 meter.  Mattsson tävlade 1920 i de olympiska sommarspelen i Antwerpen. Tillsammans med Eric Backman och Hilding Ekman kom på Mattsson på tredje plats i lagtävlingen i terränglöpning.